# Disquisitiones Arithmeticae

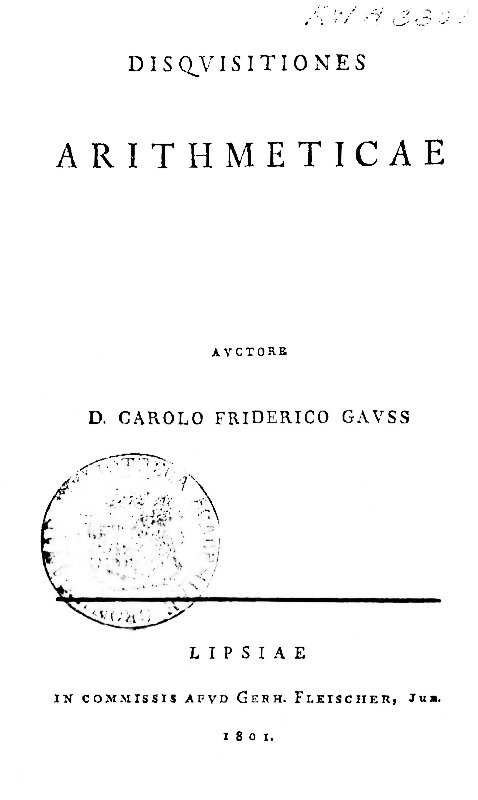
Titelseite der Erstausgabe

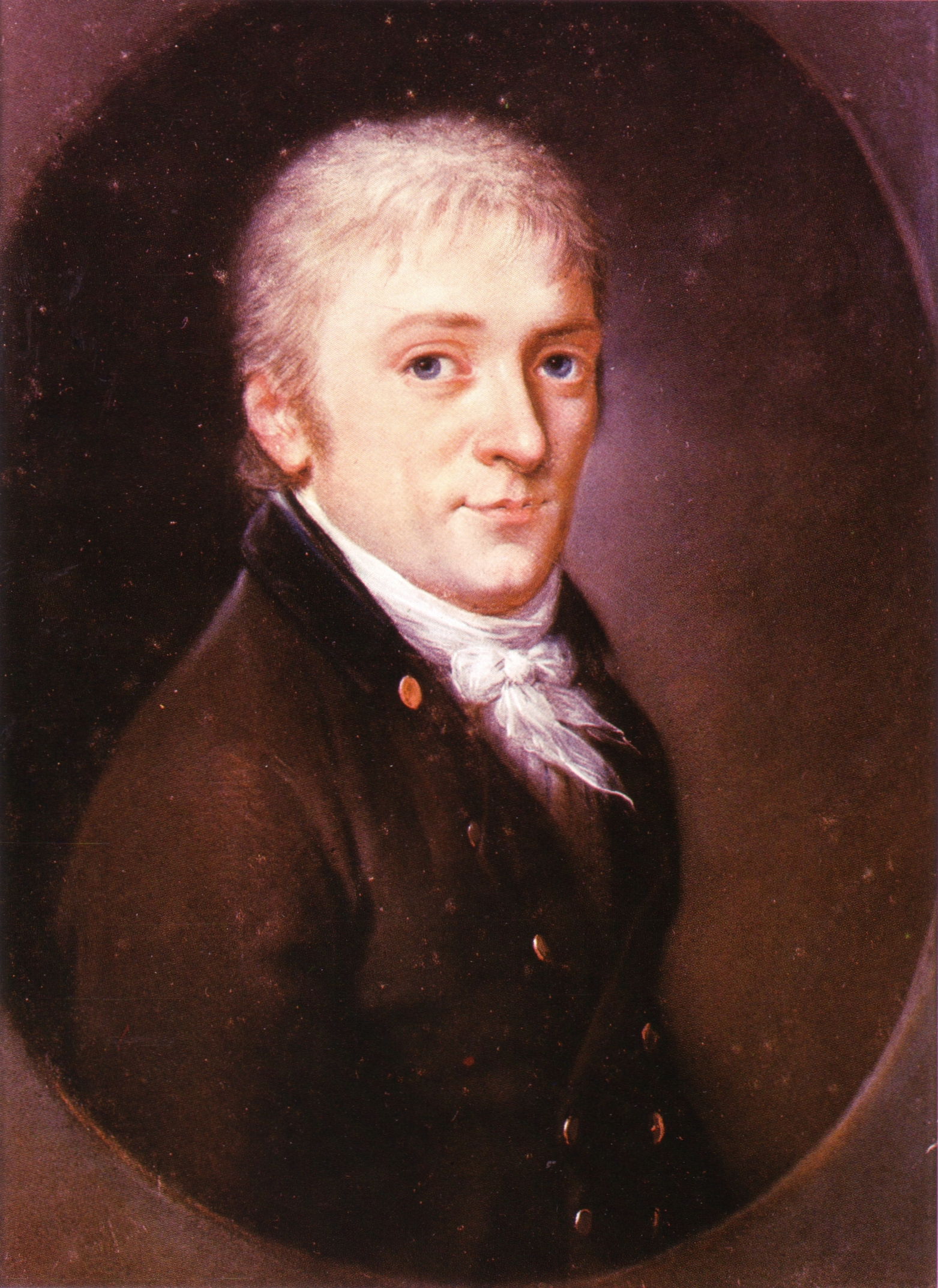
Gauß 1803 von Johann Christian August Schwartz, Universitätssternwarte Göttingen

Die Disquisitiones Arithmeticae (lateinisch für Zahlentheoretische Untersuchungen) sind ein Lehrbuch der Zahlentheorie („Höhere Arithmetik“ in Gauß’ Worten), das der deutsche Mathematiker Carl Friedrich Gauß 1798 mit nur 21 Jahren schrieb und das am 29. September 1801 in Leipzig veröffentlicht wurde. In diesem Werk schuf Gauß nach den Worten von Felix Klein „im eigentlichen Sinn die moderne Zahlentheorie und bestimmte bis zum heutigen Tage die ganze folgende Entwicklung“. Er stellt darin frühere Ergebnisse von Pierre de Fermat, Leonhard Euler, Joseph Louis Lagrange und Adrien-Marie Legendre (die Autoren, die Gauß selbst im Vorwort neben Diophant explizit erwähnt) sowie zahlreiche eigene Entdeckungen und Entwicklungen in systematischer Weise dar. Das Buch ist als eines der letzten großen mathematischen Werke in Latein verfasst. Es werden sowohl die elementare Zahlentheorie (Kapitel 1 bis 3) behandelt als auch die Grundlagen der algebraischen Zahlentheorie gelegt. Das Buch ist im klassischen Satz–Beweis-Korollarien-Stil geschrieben, enthält keine Motivation der eingeschlagenen Beweisrichtungen und verbirgt sorgfältig die Art und Weise, wie Gauß zu seinen Entdeckungen kam. Weiteren mathematischen Kreisen zugänglich wurde das Werk von Gauß erst durch die Vorlesungen von Peter Gustav Lejeune Dirichlet.
Die Verzögerung der Drucklegung, die 1798 begann, war unter anderem durch Probleme mit den Buchdruckern verursacht, die das schwierige Werk setzen mussten. Trotzdem wurden im Original noch einmal eingelegte Korrekturseiten erforderlich. Die ersten vier Kapitel stammen noch von 1796 und waren Ende 1797, als Gauß noch in Göttingen war, im Wesentlichen in ihrer endgültigen Form. Die erste Version des zentralen Kapitels 5 stammt vom Sommer 1796, wurde aber bis Anfang 1800 mehrfach umgearbeitet. Ab Herbst 1798 war Gauß wieder in Braunschweig, wo er bis 1807 lebte.
Die Widmung an seinen Förderer, den Herzog von Braunschweig, ist vom Juli 1801 datiert. Der Herzog hatte den Druck erst ermöglicht.

## Inhalt
- Kapitel 1 (fünf Seiten) behandelt die Kongruenz-Arithmetik (modulare Arithmetik) und Teilbarkeitsregeln.
- Kapitel 2 (24 Seiten) bringt die eindeutige Primfaktorzerlegung und die Auflösung linearer Gleichungen in der modularen Arithmetik (kurz „mod n“ genannt).
- Kapitel 3 (35 Seiten) behandelt Potenzen mod n einschließlich des Konzepts der primitiven Wurzel und des zugehörigen Index (das Analogon zum Logarithmus in der modularen Arithmetik). Hier finden sich der „kleine fermatsche Satz“, der Satz von Wilson und Kriterien für quadratische Reste.
- Kapitel 4 (47 Seiten) behandelt sein „Fundamentaltheorem“ der Arithmetik, das quadratisches Reziprozitätsgesetz, das heißt die Frage der Auflösung quadratischer Gleichungen in der Kongruenzarithmetik. Der Beweis ist durch viele Fallunterscheidungen umständlich, ist aber „elementar“ gehalten und findet sich schon in seinem Tagebuch von 1796 angekündigt. Peter Gustav Lejeune Dirichlet vereinfachte den Beweis 1857 unter Verwendung des Jacobi-Symbols.[3] Gauß verwendet nicht die Notation von Legendre für das Legendre-Symbol, sondern aRb wenn a quadratisches Residuum von b ist und aNb wenn nicht. Das quadratische Reziprozitätsgesetz war überhaupt der Ausgangspunkt der zahlentheoretischen Arbeiten von Gauß, wie er in seinem Vorwort schrieb.
- Kapitel 5 (mit 260 Seiten fast die Hälfte des Buches) behandelt die Zahlentheorie binärer quadratischer Formen (in zwei Variablen), die schon Lagrange behandelte. Es werden Äquivalenzklassen quadratischer Formen eingeführt und zu einer Klasse gehörige reduzierte Formen sowie die Zahlen charakterisiert, die durch Formen einer bestimmten Klasse ausgedrückt werden können. Dazu definiert er Ordnung, Geschlecht und Charakter einer Klasse. Den Höhepunkt bildet seine Theorie der Komposition quadratischer Formen.

Im Paragraph 262 steht ein neuer Beweis des quadratischen Reziprozitätsgesetzes aus der Theorie quadratischer Formen, für den Gauß im Laufe seines Lebens mehrere weitere Beweise lieferte. Auch dieser Beweis findet sich schon in seinem Tagebuch von 1796 angekündigt. Außerdem findet sich hier eine Theorie ternärer quadratischer Formen (in drei Variablen). In Paragraph 303 stehen seine Berechnungen über – in heutiger Formulierung – die Klassenzahlen imaginärquadratischer Zahlkörper. Insbesondere gibt Gauß Listen für alle solchen Zahlkörper mit 1, 2 und 3 Klassen an. Speziell für die Klassenzahl 1 listet er neun imaginär quadratische Zahlkörper auf und vermutet, dass dies alle seien: Zahlen der Form {\displaystyle a+b{\sqrt {n}}}   ({\displaystyle a,b} ganz) mit {\displaystyle n=-1,-2,-3,-7,-11,-19,-43,-67,-163.} Dies ist der Ausgangspunkt für Untersuchungen zum „Klassenzahlproblem“, das im Fall der Klassenzahl 1 von Kurt Heegner, Harold Stark, Alan Baker gelöst wurde und allgemein in den 1980er Jahren durch Don Zagier und Benedict Gross einen gewissen Abschluss fand. Die Fälle der Klassenzahl 2 und 3 imaginärquadratischer Zahlkörper wurden später auch bewiesen (siehe Klassenzahlproblem). Paragraph 293 gibt Lösungen für das Fermatsche Polygonalzahlproblem für Quadrate (was schon Lagrange löste) und Kuben. In Paragraph 356 tauchen zum ersten Mal Gauß-Summen auf. Ein Satz in Paragraph 358 wurde später von André Weil als Spezialfall der Riemannhypothese für Kurven über endlichen Körpern erkannt (siehe Weil-Vermutungen). Für eine andere elliptische Kurve stellte Gauß einen zur Riemann-Vermutung äquivalenten Satz in der letzten Eintragung seines Tagebuchs auf (bewiesen von Gustav Herglotz 1921).
- Kapitel 6 behandelt unter anderem Kettenbrüche. Hier finden sich auch zwei verschiedene Primzahltests.
- Kapitel 7 behandelt die Lehre von der Kreisteilung. Hier findet sich der Beweis, dass ein {\displaystyle n}-Eck mit Zirkel und Lineal konstruiert werden kann, falls {\displaystyle n} eine Fermat-Primzahl ist (explizit für das 17-Eck).[8] Er gibt aber keinen Beweis der Unmöglichkeit der Konstruktion für andere Zahlen {\displaystyle n} (dies geschah durch Pierre Wantzel). Außerdem deutet er eine Verallgemeinerung auf die Teilung der Lemniskate an.

Viele der Sätze stehen schon in der fast gleichzeitig entstandenen Zahlentheorie von Legendre, sie wurden aber von Gauß unabhängig gefunden, da er Legendres Buch erst kennenlernte, als ein Großteil seiner Disquisitiones schon beim Drucker waren (so Gauß in seinem Vorwort). Es kam auch zu einer Verstimmung von Legendre, der sich ungenügend von Gauß gewürdigt sah und sich bei diesem darüber beklagte. Legendres Buch stand später völlig im Schatten von Gauß’ Disquisitiones. Gauß plante eine Fortsetzung der Disquisitiones, es kam aber nie dazu. Material dazu wurde zum Beispiel in seinen Abhandlungen über biquadratische Reste veröffentlicht (1825, 1831), in der er gaußsche Zahlen einführt. Ein „achtes Kapitel“ der Disquisitiones wurde im Nachlass entdeckt (Analysis Residuorum) und im zweiten Band der Gesamtausgabe veröffentlicht. Es sollte, so Gauß im Vorwort der Disquisitiones, in denen er auch mehrfach auf dieses achte Kapitel verweist, allgemein unbestimmte Gleichungen in der modularen Arithmetik behandeln.
Viele tiefsinnige Bemerkungen von Gauß (wie die zur Lemniskate, Ausgangspunkt der Theorie der komplexen Multiplikation in der algebraischen Zahlentheorie) regten Mathematiker wie Augustin-Louis Cauchy (der 1815 das Fermatsche Polygonalzahlproblem vollständig löste), Gotthold Eisenstein, Carl Gustav Jacobi, Ernst Eduard Kummer, Dirichlet (der ein Exemplar der Disquisitiones stets griffbereit an seinem Schreibtisch hatte), Charles Hermite, Hermann Minkowski, David Hilbert und selbst noch André Weil zu weiteren Untersuchungen an. Ein weiteres Beispiel ist die Erweiterung der Kompositionsgesetze quadratischer Formen auf höhere Kompositionsgesetze durch Manjul Bhargava ab 2004.

## Ausgaben
- Die Originalausgabe erschien bei Gerhard Fleischer, Lipsiae (Leipzig) 1801 (668 Seiten, Oktavformat). Ein erster Nachdruck erschien als erster Band der Gesamtausgabe Carl Friedrich Gauß: Werke. Band 1, Dieterich, Göttingen 1863, deren zweiter Abdruck 1870 (im Internet-Archiv: ), herausgegeben von der Königlichen Gesellschaft der Wissenschaften zu Göttingen von Ernst Schering. Eine Faksimileausgabe erschien 1968 in Brüssel (Culture et civilisation), ein Nachdruck 2006 bei Olms in Hildesheim, Hrsg. Jochen Brüning, mit einem Vorwort von Norbert Schappacher, ISBN 3-487-12845-4.
- Carl Friedrich Gauss’ Untersuchungen über höhere Arithmetik, Herausgeber Hermann Maser, Julius Springer, Berlin 1889 (deutsche Übersetzung; im Internet-Archiv: ), auch Untersuchungen über höhere arithmetik. AMS Chelsea Publications 2006, 695 Seiten, ISBN 0-8218-4213-7 (zusammen mit weiteren Arbeiten von Gauß); das Buch wurde vom Verlag Kessel 2009 neu aufgelegt, ISBN 978-3-941300-09-5.
- Disquisitiones arithmeticae, Yale University Press, 1966, Nachdruck Springer-Verlag, New York Heidelberg 1986, ISBN 0-387-96254-9. (englische Übersetzung von Arthur A. Clarke, 1986 überarbeitet von William C. Waterhouse)
- Recherches arithmétiques, Courcier, Paris 1807, Nachdruck Jacques Gabay, Paris 1989 (französische Übersetzung von A.-C.-M. Poullet-Deslisle). Die Ausgabe markiert die frühe Rezeption in Frankreich und die französische Ausgabe wurde auch von vielen Lesern in Deutschland als Ersatz für die seltene lateinische Erstausgabe benutzt.[10]
- Gausu Seisuron. Asakura Publishing Co., Ltd., Tokio, Japan 1995, ISBN 4-254-11457-5 (online – japanisch: ガウス整数論. Übersetzt von Masahito Takase).
- es gibt auch russische (Übersetzung Demjanov, Moskau 1959), spanische (1995) und katalanische (1996) Ausgaben.

## Sekundärliteratur
- David A. Cox: Primes of the form {\displaystyle x^{2}+ny^{2}}. Wiley, Hoboken (NJ) 1989, 2013, ISBN 978-1118390184.
- Jay Goldman: The Queen of Mathematics: A Historically Motivated Guide to Number Theory. A. K. Peters 1997, ISBN 1-56881-006-7.
- Catherine Goldstein, Norbert Schappacher, Joachim Schwermer (Hrsg.): The Shaping of Arithmetic after C. F. Gauss’s Disquisitiones Arithmeticae. Springer-Verlag, Berlin Heidelberg New York 2007.
- Harold M. Edwards: Composition of Binary Quadratic Forms and the Foundations of Mathematics (PDF-Datei; mit Liste von Ausgaben und Übersetzungen der Disquisitiones; 340 kB), in: The Shaping of Arithmetic after C. F. Gauss’s Disquisitiones Arithmeticae, S. 129–144
- Walter Kaufmann-Bühler: Gauss: A Biographical Study. Springer-Verlag 1981, Kapitel 3, ISBN 0-387-10662-6.
- Uta Merzbach An early version of Gauss’ Disquisitions Arithmeticae, in J. W. Dauben Mathematical Perspectives. Essays on mathematics in its historical development, Academic Press 1981, S. 167–178
- Olaf Neumann: Carl Friedrich Gauss, Disquisitiones Arithmeticae (1801) in Ivor Grattan-Guinness Landmark writings in western mathematics 1640-1940, Elsevier 2005, Kapitel 22